# The Flock (film)
The Flock is een Amerikaanse film uit 2007 geregisseerd door Wai-keung Lau.

## Verhaal
Erroll Babbage (Richard Gere) van het Department of Public Safety ('openbaar veiligheidsbureau') gaat, gedwongen, vroegtijdig met pensioen. Hij heeft zijn hele carrière op vrouwen- en kindermishandelaars gejaagd en heeft van zijn werk een obsessie gemaakt. Zijn collega's kunnen het niet meer aanzien. Babbage mag onder meer graag lijfstraffen uitdelen aan een groep van veertig eerder veroordeelde zedendelinquenten, die hij voortdurend controleert op hun werk en bij hen thuis. Zo maakt de kijker onder meer kennis met zijn 'cliënten' Viola Frye (KaDee Strickland), Edmund Grooms (Russell Sams), Vincent Dennison (Dwayne L. Barnes), Louis Kessler (Ed Ackerman) en Haynes Ownby (French Stewart), die hij op zijn ronde aandoet.
Tijdens zijn laatste dagen werkt Babbage de jonge Allison Lowry (Claire Danes) in als zijn opvolgster. Zij schrikt nogal van zijn onorthodoxe methoden en ongecensureerde manier van doen en communicatie. Waar Lowry de controles ziet als het in de gaten houden van mensen die hun straf uitgezeten hebben en vrij zijn omdat ze ervan geleerd hebben, heeft Babbage als motto 'eens een perverseling, altijd een perverseling'. Wanneer de zeventienjarige Harriet Wells (Kristina Sisco) verdwijnt, is hij ervan overtuigd dat minimaal een van zijn cliënten hem op het goede spoor kan zetten.

## Rolverdeling
- Richard Gere - Agent Erroll Babbage
- Claire Danes - Allison Laurie
- Ed Ackerman - Louis Kessler
- Matt Schulze - Glenn Custis
- Avril Lavigne - Beatrice Bell
- Ric Maddox - Det. Martin Ryder
- Paul McGowen - Det. Grant P. Stockdale
- Russell Sams - Edmund Wells
- Matt Sanford - James Ray Ward
- Carmen Serano - Colette